# Martinette
Der Martinette war ein Kleinwagen, der nur 1921 bei den Volta-Werken in Berlin-Waidmannslust gebaut wurde. Konstruiert wurde der Wagen von Ing. F. A. E. Martin.
Das sportliche Gefährt wurde von einem Zweizylinder-Zweitaktmotor angetrieben. Besonders auffällig war seine Lackierung, die an ein Zebra erinnerte.
Der Prototyp wurde auf der Berliner Automobilausstellung vorgestellt. Anschließend entstanden etwa 100 Fahrzeuge bei den Volta-Werken, die allerdings vorwiegend nach Skandinavien verkauft wurden.

## Quelle
- Werner Oswald: Deutsche Autos 1920–1945. 10. Auflage. Motorbuch Verlag, Stuttgart 1996, ISBN 3-87943-519-7, Seite 450.